# Jorge de Paiva
Jorge de Paiva (13 de Maio de 1887 — 12 de Maio de 1937) foi um atleta esgrimista olímpico português.
Ganhou a medalha de bronze de equipas de florete nos Jogos Olímpicos de 1928, juntamente com Mário de Noronha, Paulo d'Eça Leal, Frederico Paredes, João Sasseti e Henrique da Silveira.